# Смирнов, Сергей Михайлович
Серге́й Миха́йлович Смирно́в (род. 12 октября 1950, Чита) — руководитель российских спецслужб. Первый заместитель директора ФСБ России (2003—2020), генерал армии (2006).

## Биография
Родился в Чите в семье военнослужащих. В 1952 году семья переехала в Ленинград. Окончил среднюю школу № 211 в Ленинграде (одноклассник Николая Патрушева и Бориса Грызлова), Ленинградский электротехнический институт связи имени М. А. Бонч-Бруевича в 1973 году (учился также вместе с Борисом Грызловым). Работал в Центральном НИИ связи.
С сентября 1974 года — в органах КГБ СССР. Окончил Высшие курсы КГБ СССР в Минске в 1975 году. С 1975 года служил в Управлении КГБ СССР по Ленинградской области на оперативных и руководящих должностях.
С 1997 года — начальник Кингисеппского городского отдела Управления ФСБ России по Ленинградской области.
В 1998 году после назначения Путина директором ФСБ перешёл в центральный аппарат ФСБ России в Москве и вскоре стал начальником Управления собственной безопасности ФСБ России.
С июля 2000 года — заместитель директора Федеральной службы охраны Российской Федерации.
С января 2001 года — начальник Управления ФСБ России по городу Санкт-Петербургу и Ленинградской области.
С июня 2003 года — первый заместитель директора Федеральной службы безопасности Российской Федерации. Курировал работу департамента военной контрразведки, службы экономической безопасности и службы по защите конституционного строя.
20 декабря 2006 года указом Президента Российской Федерации присвоено воинское звание генерал армии.
Пережил инсульт.
В конце мая 2019 года «Росбалт» сообщил, что предполагается отставка Смирнова с поста первого заместителя директора ФСБ, а его место может занять глава Службы экономической безопасности (СЭБ) ФСБ Сергей Королёв. По информации корреспондента «Новой газеты» Андрея Сухотина 21 июня 2019 года, результатом скандала с арестом Ивана Голунова стал пересмотр проекта президентского указа о присвоении воинских званий, приуроченного к Дню России: Сергей Королёв 11 июня из проекта указа исчез.
Летом 2019 года Смирнов упоминался в СМИ в связи с уголовным делом против сотрудников банковского отдела Управления «К» Службы экономической безопасности ФСБ Кирилла Черкалина, Дмитрия Фролова и Андрея Васильева, а также убийством в 2006 году заместителя Председателя Центрального банка России Андрея Козлова.
Освобождён от должности первого заместителя директора ФСБ России и уволен с военной службы указом президента России в октябре 2020 года по достижении предельного возраста пребывания на военной службе.

## Скандалы
В конце января 2015 года «Новая газета» обнаружила у жены Смирнова Сергея квартиру площадью 144 м², расположенную в элитном жилом комплексе в Санкт-Петербурге, и не указанную в декларациях. Вскоре после публикации Росреестр исключил из выписок указание СНИЛС собственников. По данным Генеральной прокуратуры, произошла техническая ошибка в процессе размещения деклараций для публикации на сайте.
Назначение в июне 2003 года на должность 1-го заместителя директора ФСБ связывают с активным участием в деле Юкоса, в частности, кураторством Генпрокуратуры при подготовке к аресту Алексея Пичугина 19 июня 2003 года по обвинению в убийстве Гориных. Свидетельские показания на Пичугина дал осужденный из Тамбовской ОПГ Игорь Коровников, с которым сотрудники Смирнова поработали в изоляторе ФСБ «Лефортово».
В июле 2019 осужденный по обвинению в убийстве первого заместителя главы Банка России Андрея Козлова банкир Алексей Френкель в своих письмах сообщил, что встречался со Смирновым и двумя «обнальщиками» из ФСБ Двоскиным и Мязиным за день до ареста 10 января 2007 года. В письмах он сообщает, что отказался от предложения сотрудничества, обвиняет руководство ФСБ в крышевании рынка обналичивания и называет их настоящими заказчиками убийства Козлова.

## Доходы
За 2018 год задекларировал доход в размере 84,7 млн рублей, за 2017 год — 6,1 млн рублей.

## Награды и почётные звания
- Орден «За заслуги перед Отечеством» III степени
- Орден «За военные заслуги»
- Орден Почёта
- Орден Дружбы
- Медали РФ и СССР
- Почётный сотрудник Службы внешней разведки Российской Федерации
- Мастер спорта СССР по гандболу.